# Kompeitou
Kompeitou (金平糖) er japansk konfekt med form som kugler med små forhøjninger.

## Etymologi
Kompeitou er afledt af det portugisiske ord confeito for konfekt, dvs. tilberedt.
Den normale japanske stavemåde er traditionelt 金平糖, der bogstaveligt betyder "gyldent fladt sukker", men det skyldes hovedsageligt, at kanjine blev udvalgt, så de svarede til udtalen af det portugisiske ord. Andre varianter er 金米糖 ("gyldent rissukker") og 金餅糖 ("gyldent mochisukker"). I modsætning til dem er 糖花 ("sukkerblomst") en ateji, hvor man har givet kanjiene læsemåden kompeitou uden hensyn til deres faktiske udtale. I nutiden benyttes også rene fonetiske stavemåder med katakana, コンペイトー, eller hiragana, こんぺいとう.

## Historie
I det 16. århundrede blev teknikken til at fremstille søde sager bragt til Japan af portugisiske handelsfolk. I april 1569 havde den portugisiske missionær Luís Fróis således denne form for konfekt med som gave ved sin audiens hos den japanske feltherre Oda Nobunaga. I beskrivelsen af japanske købmænds sæder Nippon Eitaigura fra 1688 beskriver Ihara Saikaku kompeitou-fremstilling.
Da der dengang hverken fandtes infrastruktur eller teknologi til tilberedning af sukker i Japan, og der var brug for meget sukker til tilberedning af confeito, var det sjældne og kostbare søde sager. I den senere Meiji-perioden (1868-1912) betegnedes kompeitou dog som normale japanske søde sager.

## Fremstilling
Kompeitou har normalt en diameter på 5-10 mm og produceres ved, at et valmuefrø eller sjældnere sesamfrø indhylles i sukkersirup i flere omgange. Frøet bliver drejet over flere dage, opvarmet og overdækket med sirup, til den fremstår som et karakteristisk kugle med små forhøjninger. Formen skyldes ujævnhederne på de anvendte frø, der fra starten medfører en ujævn dækning med sukkersiruppen. Da stedet med mere sukkersirup stivner hurtigere, og ujævnhederne dermed stiger, opstår den karakteristiske form.
Fremstillingen tager normalt 7-13 dage og foregår endnu i dag delvist som håndarbejde.